# Крафт, Томас
То́мас Крафт (нем. Thomas Kraft; род. 22 июля 1988, Кирхен, ФРГ) — немецкий футболист, выступавший на позиции вратаря.

## Биография
Первым его клубом стал молодёжный клуб «Спортфюнд Дааден». Через два года он перешёл в «Виссен», который покинул в 2002 году, после чего перешёл в «Бецдорф». Крафт также продержался там два года — в 2004 ему поступило предложение из молодёжной команды «Баварии». В том же самом году он вошёл в юношескую сборную Германии до 16 лет. Его первой игрой стал матч с Бельгией. Тогда победила команда Крафта (2:0).
В большом футболе дебютировал в 2006 году в клубе «Бавария II». 17 июля 2008 года он перешёл в основную команду «Баварии», где стал третьим вратарём после Ханс-Йорг Бутта и Михаэля Рензинга. После ухода Рензинга Крафт стал вторым вратарём. В 2010 году он вместе с клубом получил первую награду — за победу «Баварии» в Бундеслиге. В том же году, 23 ноября, Томас дебютировал в Лиге чемпионов в матче с «Ромой», где пропустил три мяча. В отборочном туре 2010/11 это было единственным поражением клуба (2:3). В Бундеслиге футболист провёл 12 игр, в которых пропустил 14 голов. Ещё до начала открытия трансферного окна Крафт перешёл в «Герту» на правах свободного агента после покупки «Баварией» Мануэля Нойера.

## Достижения
«Бавария»
- Чемпион Германии (1): 2009/10
- Обладатель Кубка Германии (1): 2009/10
- Обладатель Суперкубка Германии (1): 2010
- Финалист Лиги чемпионов (1): 2009/10